# Babka (houba)
Babka je původní národní název hřibu žlutomasého (Xerocomellus chrysenteron), který se užívá jako lidové synonymické označení, případně k souhrnnému označení blízce příbuzných druhů. Ty původně byly řazené mezi suchohřiby (Xerocomus), ale na základě bližší příbuznosti s hřibem žlutomasým vyčlenil tento okruh druhů mykolog Josef Šutara jako samostatný rod Xerocomellus. V širším slova smyslu jsou mezi houbaři jako „babky“ označované obecně méně kvalitní druhy suchohřibů.

## Systematické členění
- rod Xerocomellus (druhy z okruhu hřibu žlutomasého)[4]
  - hřib červený (Xerocomellus rubellus)
  - hřib Engelův (Xerocomellus engelii)
  - hřib Markův (Xerocomellus marekii)
  - hřib meruňkový (Xerocomellus armeniacus)
    - hřib meruňkový žlutavý (Xerocomellus armeniacus var. luteolus)

  - hřib mokřadní (Xerocomellus ripariellus)
  - hřib sametový (Xerocomellus pruinatus)
  - hřib uťatovýtrusý (Xerocomellus porosporus)
  - hřib žlutomasý (Xerocomellus chrysenteron)

## Nebezpečnost babek – kauza
Chemik a mykolog Jiří Baier v pořadu „Zaostřeno na občana“ Českého rozhlasu 6 dne 13. října 2011 poukázal na rizika spojená s konzumací babek v důsledku přítomnosti nižší houby (plísně) nedohubu zlatovýtrusého, který se na jejich plodnicích vyskytuje. Přítomnost nedohubu pomocí stěrů identifikoval na všech testovaných plodnicích bez ohledu na stáří. Babky jsou jedlé, ovšem parazitující nedohub vytváří mykotoxiny, které se v houbě hromadí: „Aby ten nedohub zachvátil celou plodnici babky, tak ji kolonizuje a nakonec je plodnice jedovatá. On je na všech, u malinkých je nákaza na povrchu, ale není ještě průnik do těla houby. Když tu malou vezmete a nakrájíte s ostatními houbami, tak se nedohub rozšíří i na ostatní houby … Je jich tam [toxinů] několik, končí to rakovinou slinivky a zažívacích cest.“ Ing. Baier podal tuto informaci s určitou porcí nadsázky, kterou umocnil slovy: Těm hodným to říkáme a ti prevíti nechávají vydělat krematoriu.
Téměř o rok později, 29. června 2012, publikoval několik upravených vět z výše uvedeného pořadu bulvární deník Aha v článku s názvem: „Houbaři, pozor na babky. Hrozí z nich rakovina“ a poté i bulvární deník Blesk. Upravená konstatování, ze kterých již nebyla patrná původní nadsázka, vyvolala vlnu nevole mezi některými mykology a reakci České mykologické společnosti. Ta připomněla, že jde o osobní stanovisko Jiřího Baiera, nikoli samotné společnosti. Dále uvedla, že forma nadsázky je v rozporu s názorem a způsobem prezentace společnosti. K samotným zdravotním důsledkům konzumace babek a přítomnosti mykotoxinů v nedohubu se však nevyjádřila.
K tomu se však vyjádřil mykolog Jan Borovička, který některá Baierova tvrzení zpochybňuje v pořadu „Zaostřeno na občana“ ČRo 6 dne 12. července 2012. Borovička přesto doporučil:
- nekonzumovat plesnivé i naplesnivělé plodnice kvůli zvýšenému riziku sekundární otravy[pozn. 1]
- nepoužívat babky k sušení (případně sušit rychle).[pozn. 2]

K tématu se dále vyjádřil profesor toxikologie Jiří Patočka, který potvrdil, že nedohub zlatovýtrusý obsahuje mykotoxin hypotemicin, který je biologicky aktivní, cytotoxický a jedovatý pro savce. Existuje proto důvodné podezření, že příčinou sekundárních otrav jedlými houbami může být právě hypotemicin. Existuje také hypotetická možnost souvislosti s melanomem – formou rakoviny kůže. Patočka nedoporučuje vyhýbat se babkám zcela, ale doporučuje:
- nekonzumovat popraskané plodnice
- nekonzumovat staré plodnice
- nesušit babky, aby nedohub neinfikoval i další houby.

V potravinářství jsou obecně mykotoxiny považovány ze velmi nebezpečné. „Téměř všechny mykotoxiny poškozují játra a ledviny a negativně působí na imunitní systém, některé jsou potenciálně karcinogenní. Příjem určitých mykotoxinů lidmi a zvířaty může vést k poškození jater, trávicího traktu, k rakovině a odumírání svaloviny.“
Jiří Baier se k tématu vrátil na žádost Přemka Podlahy v televizním pořadu Receptář odvysílaném 14. října 2012. Uvedl, že jeho konstatování byla upravena bulvárem a že nadsázka zůstala některými mykology nepochopena. Připomněl také riziko při sušení babek, kdy se může nedohub přenést na ostatní houby.